# Gymnastiek op de Olympische Zomerspelen 2016 – Rekstok mannen
De rekstok voor de mannen op de Olympische Zomerspelen 2016 in Rio de Janeiro vond plaats op 6 augustus (kwalificatie) en op 16 augustus (finale). De Duitser Fabian Hambüchen won het onderdeel voor de Amerikaan Danell Leyva die het zilver pakte en de Brit Nile Wilson die het brons won.

## Format
Alle deelnemende turners moesten een kwalificatie-oefening turnen. De beste acht deelnemers gingen door naar de finale. Er  mochten maximaal twee deelnemers per land in de finale komen. Alleen de scores die in de finale gehaald werden, telden voor de einduitslag.

## Uitslag

### Finale
- D-score: de moeilijkheidsgraad van de oefening
- E-score: de uitvoeringsscore van de oefening
- Straf: straffen die zijn gegeven door de jury
- Totaal: D-score + E-score - straf geeft de totaalscore

| Rang   | Naam                     | Land | D-score | E-score | Straf | Totaal |
| ------ | ------------------------ | ---- | ------- | ------- | ----- | ------ |
| Goud   | Fabian Hambüchen         | GER  | 7.300   | 8.466   |       | 15.766 |
| Zilver | Danell Leyva             | USA  | 7.300   | 8.200   |       | 15.500 |
| Brons  | Nile Wilson              | GBR  | 6.800   | 8.666   |       | 15.466 |
| 4      | Samuel Mikulak           | USA  | 6.800   | 8.600   |       | 15.400 |
| 5      | Fancisco Barretto Junior | BRA  | 6.900   | 8.308   |       | 15.208 |
| 6      | Manrique Larduet         | CUB  | 7.000   | 8.033   |       | 15.033 |
| 7      | Epke Zonderland1         | NED  | 6.900   | 7.133   |       | 14.033 |
| 8      | Oleg Vernjajev           | UKR  | 6.300   | 7.066   |       | 13.366 |

1 Epke Zonderland kwam van het rek af na zijn tweede vluchtelement. Hij vervolgde zijn oefening nog wel, maar had te veel punten verloren in zijn moeilijkheidsscore (D-score) en uitvoeringsscore (E-score) om zijn olympische titel te kunnen behouden.